# Lepthyphantes kenyensis
Lepthyphantes kenyensis là một loài nhện trong họ Linyphiidae.
Loài này thuộc chi Lepthyphantes. Lepthyphantes kenyensis được Robert Bosmans miêu tả năm 1979.